# Copa Uruguay
Die Copa AUF Ruguay ist der 2022 eingeführte Pokalwettbewerb für Fußballvereine. Der Sieger spielt mit dem Meister der Primera División die Supercopa Uruguaya aus. Seit 2024 qualifiziert sich der Sieger auch für die im Folgejahr stattfindende Copa Sudamericana.

## Geschichte
Am 20. April 2022 wurde der neue Wettbewerb Copa Uruguay vom AUF beschlossen. Es ist der erste Pokalwettbewerb des Landes seit den einmalig ausgetragenen Torneo de Copa Alfredo Lois 1969 und Torneo Ciudad de Montevideo 1973. Der Wettbewerb ist für Teams aus den vier höchsten Spielklassen und dem Indoor-Fußball.
Erster Sieger 2022 war der Defensor Sporting Club.

## Teilnehmer
Es spielen 80 Teams um den Pokalsieger. Teilnehmer sind die 16 Teams aus der Primera División, 14 Teams aus der Segunda División sowie 24 Teams aus der Primera División Amateur. Dazu kommen noch Meister und Vizemeister der Divisional D und 24 Teams von der Organización del Fútbol del Interior.
In der Qualifikationsrunde treffen Teams aus der Primera División Amateur, der Divisional D und der Organización del Fútbol del Interior aufeinander. In der 1. Runde spielen die Sieger der Qualifikation, die in der Qualifikation spielfreien Teams sowie die Teams der Segunda División. In der dritten Runde kommen die Teams der Primera División hinzu. Bis zum Halbfinale werden alle Spiele in einem K.-o.-Spiel ausgetragen. Das Halbfinale findet als Hin- und Rückspiel statt. Das Finale wird wieder in einem K.-o.-Spiel auf neutralem Platz ausgetragen.

## Die Endspiele im Überblick
| Saison | Austragungsort                 | Sieger                 | Ergebnis      | Finalist               |
| ------ | ------------------------------ | ---------------------- | ------------- | ---------------------- |
| 2022   | Estadio Centenario, Montevideo | Defensor Sporting Club | 1:0           | La Luz FC              |
| 2023   | Estadio Centenario, Montevideo | Defensor Sporting Club | 2:2 4:2 i. E. | Montevideo City Torque |
| 2024   | Estadio Centenario, Montevideo | Defensor Sporting Club | 2:2 3:1 i. E. | Nacional Montevideo    |

## Rangliste der Sieger
| Klub                   | Titel | Jahr(e)          | Finalist |
| ---------------------- | ----- | ---------------- | -------- |
| Defensor Sporting Club | 3     | 2022, 2023, 2024 | –        |
| La Luz FC              | –     | –                | 1        |
| Montevideo City Torque | –     | –                | 1        |
| Nacional Montevideo    | –     | –                | 1        |